# Concerto pour clavier en sol majeur de Haydn
 (avril 2024).
Si vous disposez d'ouvrages ou d'articles de référence ou si vous connaissez des sites web de qualité traitant du thème abordé ici, merci de compléter l'article en donnant les références utiles à sa vérifiabilité et en les liant à la section « Notes et références ».

Le Concerto pour clavier en sol majeur (Hob.XVIII:4) est un concerto pour clavier et orchestre du compositeur autrichien Joseph Haydn. Il fut probablement composé entre 1768 et 1770.

## Histoire
Probablement composé pour être joué par le compositeur lui-même, ce concerto fut publié pour la première fois en 1784, par l'éditeur parisien Boyer. La même année, soit le 28 avril 1784, le concerto fut interprété lors d'une représentation du Concert Spirituel avec comme soliste Maria Theresia von Paradis, claviériste et compositrice viennoise souffrante de cécité.

## Structure
L'œuvre comprend trois mouvements :
1. Allegro moderato
2. Adagio cantabile
3. Finale – Rondo Preso

## Analyse
Comme les concertos de forme classique, le Concerto pour clavier et orchestre en sol majeur comporte trois mouvements : deux mouvements rapides entourant un mouvement lent.
L'orchestre comporte deux parties de violons, une partie d'alto et le continuo : violoncelle, contrebasse et le clavecin ou le pianoforte.
Il existe aussi deux parties de hautbois et deux parties de cors mais elles ne sont pas de la main de Haydn.

### Premier mouvement
Mouvement en
 de 200 mesures ressemblant dans sa forme au concerto baroque par l'irrégularité des phrases musicales et par l'emploi d'une ritournelle orchestrale ponctuant le discours musical du soliste. Ces procédés sont contrebalancés par une forme sonate aux contours clairements définis et par la légèreté et le charme galant des mélodies évoquant « le ton spirituel d'une distrayante conversation mondaine ».

### Deuxième mouvement
Mouvement lent en 
 de 87 mesures, au ton de la sous-dominante (do majeur).
L'indication con sordini est inscrite dans les parties de violons pour ce mouvement aux accents lyriques.

### Troisième mouvement
Mouvement rapide en 
 et 267 mesures.